# Arbeitsbeschaffung
Unter Arbeitsbeschaffung versteht man staatliche Investitionen, die vor allem in Perioden der Massenarbeitslosigkeit getätigt werden, um Beschäftigungslose wieder in Beschäftigung zu bringen (zeitweise oder dauerhaft) und die Wirtschaft „anzukurbeln“. Typische Felder, in denen Arbeitsbeschaffung realisiert wurde, waren während der Weltwirtschaftskrise Bautätigkeiten im Verkehrsbereich (z. B. Straßen), Elektrifizierungsmaßnahmen im ländlichen Raum (Tennessee Valley Authority) und andere Investitionen in Infrastruktur. Arbeitsbeschaffung wird in der Regel als Aufgabe der öffentlichen Hand (Staat oder Gemeinden) angesehen. 
Arbeitsbeschaffung ist umstritten, ihre Effizienz wird bezweifelt. 
Im Gegensatz dazu versteht man unter Arbeitsbeschaffungsmaßnahme staatlich bezuschusste Tätigkeiten.

## Geschichte
Arbeitsbeschaffung wurde in nahezu jeder modernen Konjunkturkrise gefordert und zum Teil auch durchgeführt. 
- Nach einer Krise von 1847 bis 1848, die in Paris die Februarrevolution 1848 begünstigte, wurden die sogenannten Nationalwerkstätten (ateliers nationaux) gegründet. Diese erlitten aber rasch Schiffbruch und ihre Schließung führte zum Juniaufstand.
- In Österreich wurde zur selben Zeit die Semmeringbahn als erste Alpenbahn errichtet.
- In der Weltwirtschaftskrise der 1930er Jahre trat die Regierung unter Franklin D. Roosevelt im New Deal für Arbeitsbeschaffung in großem Stil ein (Schaffung der Works Progress Administration, des Civilian Conservation Corps etc.). Einige der Maßnahmen (etwa in Bezug auf Stadtverschönerung und Umweltschutz (Nationalparks)) werden bis heute überwiegend positiv bewertet; daneben gab es auch massive Kritik seitens konservativer und wirtschaftsliberaler Ökonomen und Politiker: Arbeitsbeschaffung schaffe kaum reale Werte, laufe auf ein „Kaufen“ der Wähler hinaus, erhöhe den Zinssatz durch die staatliche Inanspruchnahme des Kapitalmarktes etc.
- In Großbritannien setzte sich John Maynard Keynes seit den 1920er Jahren für entsprechende Maßnahmen ein und tat dies auch in seinem einflussreichen Hauptwerk The General Theory of Employment, Interest and Money (1935).
- In Deutschland und Österreich zeigten sich die Ökonomen und Theoretiker der marxistischen Linken (Rudolf Hilferding und Otto Bauer) ebenso wie jene des Zentrums (Heinrich Brüning)[1] gegenüber Forderungen der Arbeitsbeschaffung eher skeptisch und der finanziellen Orthodoxie zugeneigt.

## Deutschland und Österreich
Vor allem unter dem Einfluss der Gewerkschaften kam es bei der Linken zu einem späten Umdenken (WTB-Plan von Wladimir Woytinsky, Fritz Tarnow, Fritz Baade), das aber folgenlos blieb.
Deutschland war der von der Weltwirtschaftskrise am stärksten betroffene Industriestaat. Die massive Propaganda der politischen Rechten für Arbeitsbeschaffung (Gottfried Feder etc.) trug entscheidend zur Verdoppelung der Stimmen und Mandate der NSDAP bei der Reichstagswahl am 31. Juli 1932 bei. Die Regierung von Papen, bekannt als „Kabinett der Barone“, war eine Minderheitsregierung; sie regierte nur mit Notverordnungen. Sie brachte ein bescheidenes Arbeitsbeschaffungsprogramm in Gang; die Arbeitslosenzahlen gingen in dieser Zeit etwas zurück.
Bald nach der „Machtübergabe“ (Januar 1933; ein Drittel der arbeitsfähigen Bevölkerung war arbeitslos; die industrielle Produktionskapazität war fast zur Hälfte unausgelastet) startete die Regierung Hitler mit dem sogenannten Reinhardt-Programm. Damit war nach drei Jahren Vollbeschäftigung erreicht. Die Wirtschaftspolitik des Dritten Reichs war und ist Forschungsgegenstand von Geschichtswissenschaftlern, Wirtschaftshistorikern und Volkswirten. 
Es ist umstritten, welche AB-Projekte eher zivilen Zwecken dienten und welche eher militärischen.
Die Beschäftigungszuwächse zwischen 1933 und 1939 resultierten vor allem aus massiver Aufrüstung der Wehrmacht und anderen Vorbereitungsmaßnahmen für einen groß angelegten Eroberungskrieg (Hitler sprach von „Wiederwehrhaftmachung des deutschen Volkes“). 
Ob der Bau der Reichsautobahnen vorwiegend militärischen, wirtschaftlichen oder propagandistischen Zwecken diente, ist fraglich. Daneben wurden Flüsse und Bäche begradigt, Moore trockengelegt und vieles mehr. 
Arbeitsbeschaffung wurde während der Jahrzehnte des Wiederaufbaus und der damit verbundenen Hochkonjunktur („Wirtschaftswunder“) kaum mehr diskutiert.  
Nach der ersten Ölkrise (1973) und der zweiten Ölkrise (1979–1980) wurde sie in vielen Ländern diskutiert und teilweise praktiziert. In den 1970er und 1980er Jahren waren einige Industrieländer in einer Stagflation (zum Beispiel Frankreich und Japan – siehe Wirtschaft Frankreichs und Wirtschaft Japans); ebenfalls drängten geburtenstarke Jahrgänge auf den Arbeitsmarkt. Einige Arbeitsbeschaffungsmaßnahmen zielten darauf, die Jugendarbeitslosigkeit zu senken bzw. Schulabgängern erste Berufserfahrungen zu vermitteln. 
Weitere bekannte Projekte der Arbeitsbeschaffung:
- Großglockner-Hochalpenstraße
- Volkspark Rehberge (Berlin)
- Wiener Höhenstraße
- River Walk (San Antonio (Texas))